# خشوة (إب)

تعديل مصدري - تعديل

خشوة محلة تابعة لقرية المامج، التابعة لعزلة الحوج القبلي بمديرية إب إحدى مديريات محافظة إب في الجمهورية اليمنية.، بلغ تعداد سكانها 24 حسب تعداد اليمن لعام 2004.